# Супервулкан
Супервулкан е вулкан с най-мощните и обемни изригвания – над 1000 кубични километра.
При изригването си обхваща много голяма площ, може да промени околната среда напълно и да повлияе на глобалния климат. Обикновено има катастрофални последствия за живота (например така наречената вулканична зима, подобна на ядрената зима). Такива изригвания са съпроводени с изхвърлянето в атмосферата на милиони тонове пепел, които закриват слънцето, както и отровни газове, последвани от киселинни дъждове.
Има опасност от изригване на супервулкана в Йелоустоун, САЩ, което би довело до няколкогодишна вулканична зима, както и до смъртта на милиони хора. Обикновено те изригват в интервал от няколко милиона години.
Списък с 6 известни супервулкана на планетата:
- Йелоустоун,
- Лонг Вали и
- Долините Калдера в САЩ;
- езерото Тоба, Северна Суматра, Индонезия;
- вулканът Таупо, Северен остров (Нова Зеландия);
- Айра Калдера, Кагошима (префектура), Кюшу, Япония.